# Intel Threading Building Blocks
Intel Threading Building Blocks (также известная как TBB) — кроссплатформенная библиотека шаблонов C++, разработанная компанией Intel для параллельного программирования. Библиотека содержит алгоритмы и структуры данных, позволяющие программисту избежать многих сложностей, возникающих при использовании традиционных реализаций потоков, таких как POSIX Threads, Windows threads или Boost Threads, в которых создаются отдельные потоки исполнения, синхронизируемые и останавливаемые вручную. Библиотека TBB абстрагирует доступ к отдельным потокам. Все операции трактуются как «задачи», которые динамически распределяются между ядрами процессора. Кроме того, достигается эффективное использование кэша. Программа, написанная с использованием TBB, создаёт, синхронизирует и разрешает графы зависимостей задач в соответствии с алгоритмом. Затем задачи исполняются в соответствии с зависимостями. Этот подход позволяет программировать параллельные алгоритмы на высоком уровне, абстрагируясь от деталей архитектуры конкретной машины.

## Структура библиотеки
Библиотека является коллекцией шаблонов классов и функций для параллельного программирования. В библиотеке реализованы:
- параллельные алгоритмы: for, reduce, do, scan, while, pipeline, sort;
- потокобезопасные контейнеры: вектор, очередь, хеш-таблица;
- масштабируемые распределители памяти;
- мьютексы;
- атомарные операции;
- глобальная временная метка;
- планировщик задач;
- вычислительный граф.

## История
Версия 1.0 была выпущена фирмой Интел 29 августа 2006, через год после выпуска своего первого двуядерного процессора Pentium D.
Версия 1.1 была выпущена 10 апреля 2007. 5 июня библиотека была добавлена в состав Intel C++ Compiler 10.0 Professional Edition.
Версия 2.0 была выпущена 24 июля 2007. Был открыт исходный код библиотеки и был создан проект с открытым исходным кодом с лицензией GPLv2. Библиотека также доступна под коммерческой лицензией без исходного кода, но с доступом к технической поддержке. Функциональность обеих библиотек одинакова.
Версия 2.1 была выпущена 22 июля 2008.
Версия 2.2 была выпущена 5 августа 2009 года. Она включает в себя поддержку лямбда-функций C++0x.
Версия 3.0 была выпущена 4 мая 2010 года. Список улучшений http://software.intel.com/en-us/blogs/2010/05/04/tbb-30-new-today-version-of-intel-threading-building-blocks/.
Версия 4.0 была выпущена 8 Сентября 2011 года. Была добавлен новая функциональность, см. https://web.archive.org/web/20111213150434/http://threadingbuildingblocks.org/whatsnew.php
Начиная с версии 3.0 промежуточные обновления TBB выходят в формате TBB X.0 update N, например TBB 4.0 update 2.

## Примеры использования
В этой программе элементы массива обрабатываются функцией Calculate параллельно.
```
// Подключаются необходимые загловочные файлы

#include “tbb/blocked_range.h”

#include “tbb/parallel_for.h”

// Количество элементов вектора

const
 
int
 
SIZE
 
=
 
10000000
;

// Класс-обработчик

class
 
CalculationTask

{

	
vector
<
double
>
 
&
myArray
;

public
:

	
// Оператор () выполняется над диапазоном из пространства итераций

	
void
 
operator
()(
const
 
tbb
::
blocked_range
<
int
>
 
&
r
)
 
const

	
{

		
for
 
(
int
 
i
 
=
 
r
.
begin
();
 
i
 
!=
 
r
.
end
();
 
i
++
)

			
Calculate
(
myArray
[
i
]);

	
}

	
// Конструктор

	
CalculationTask
 
(
vector
<
double
>
 
&
a
)
 
:
 
myArray
(
a
)
 
{
 
}

};

int
 
main
()

{

	
vector
<
double
>
 
myArray
(
SIZE
);

	
// Запуск параллельного алгоритма for

	
tbb
::
parallel_for
(
tbb
::
blocked_range
<
int
>
(
0
,
 
SIZE
),
 
CalculationTask
(
myArray
));

	
return
 
0
;

}

```

С использованием лямбда-функций из C++11:
```
// Подключаются необходимые заголовочные файлы

#include “tbb/blocked_range.h”

#include “tbb/parallel_for.h”

#include
 
<vector>

// Количество элементов вектора

const
 
size_t
 
SIZE
 
=
 
10000000
;

int
 
main
()

{

	
std
::
vector
<
double
>
 
myArray
(
SIZE
);

	
// Запуск параллельного алгоритма for

	
tbb
::
parallel_for
(
tbb
::
blocked_range
<
size_t
>
(
0
,
 
SIZE
),

	
// Лямбда-функция

	
[
&
myArray
](
const
 
tbb
::
blocked_range
<
size_t
>
 
&
r
)

	
{

		
for
 
(
size_t
 
i
 
=
 
r
.
begin
();
 
i
 
!=
 
r
.
end
();
 
i
++
)

			
Calculate
(
myArray
[
i
]);

	
});

	
return
 
0
;

}

```

## Поддерживаемые операционные системы
Коммерческая версия TBB 4.0 поддерживает Windows (XP или выше), Mac OS X (версия 10.5.8 или выше) и Linux, используя различные компиляторы: Microsoft Visual C++ (версия 8.0 или выше, только на Windows), Intel C++ compiler (версия 11.1 или выше) или GNU Compiler Collection (gcc, версия 3.4 и выше). Кроме того, сообщество открытой версии TBB портировало её на Sun Solaris, PowerPC, Xbox 360, QNX Neutrino, и FreeBSD.